# Phyllonorycter barbarella
Phyllonorycter barbarella är en fjärilsart som först beskrevs av Hans Rebel 1901.  Phyllonorycter barbarella ingår i släktet guldmalar, och familjen styltmalar.
Artens utbredningsområde är:
- Algeriet.
- Frankrike.
- Portugal.
- Spanien.

Inga underarter finns listade i Catalogue of Life.